# Miguel Gomez (musicien)
 (mars 2021).
Si vous disposez d'ouvrages ou d'articles de référence ou si vous connaissez des sites web de qualité traitant du thème abordé ici, merci de compléter l'article en donnant les références utiles à sa vérifiabilité et en les liant à la section « Notes et références ».
Pour les articles homonymes, voir Miguel Gómez et Gómez.
Miguel Gomez, né en 1964, est un musicien français multi-instrumentiste, chanteur, arrangeur et chef d’orchestre. Il est surtout connu comme percussionniste aux congas, aux timbales, aux bongos et au gwoka antillais.

## Biographie
Né le 5 avril 1964 à Paris, il passe son enfance baigné dans une atmosphère musicale. Ses parents étant tous deux musiciens, le jazz et la musique cubaine tiennent une place prépondérante. C’est donc très naturellement qu'il éprouve une attirance marquée pour ses deux instruments fétiches la conga cubaine et le gwoka guadeloupéen. Au contact des musiciens antillais, africains ou sud-américains de la rue, il s’initie à la tradition orale du langage du tambour afro-caribéen dont il deviendra au fil du temps un des porte-paroles. Le chanteur Camilo Azuquita le voyant jouer dans le métro à 15 ans, l’invite à venir le rejoindre sur scène à la Chapelle des Lombards, le mythique de la scène latino des années 1970 à Paris. Il y est remarqué par le pianiste Alfredo Rodriguez, qui l’engage dans son sextet en 1982 aux timbales aux côtés du conguero de légende Carlos "Patato" Valdés. Avec cette formation, il accompagnera bon nombre de grands artistes cubains venus en France à l'instigation du maestro, tels Papaïto (New-Morning), Perruchin Jr. (La Cigale), Roberto Torres (Bataclan), ou encore Chocolate Armenteros, Anga Diaz et Tata Guïnes. Son cursus musical s’étoffe d’un cycle d’étude de quatre ans à l’école normale Alfred Cortot de Paris en piano et en analyse harmonique.
Conjointement, il fonde avec le pianiste Mario Canonge sa première formation La Manigua.
En 1986, il rencontre José Luis Quintana «Changuito», le précurseur de la technique moderne aux congas dont il devient un élève et disciple fervent. Cette même année, il se lie également d’amitié avec le grand virtuose Giovanni Hidalgo.
Fort de ces deux influences, aux côtés du percussionniste Louis-César Ewandé il enregistre un album particulièrement remarqué, Percussion Ensemble.
Pour parfaire sa maîtrise du style afrocubain, doté d'une bourse Lavoisier du Ministère des affaires étrangères, il part en 1989 pour aller étudier pendant un an à Cuba son instrument sous la direction de Justo Pelladito et d'Alberto Villaréal à l’Institut Supérieur de la Havane (I.S.A.).
Dès son retour, Miguel se produit à la tête de sa propre formation. Il accompagne également sur scène ou en studio de très nombreux artistes dont Cesária Évora, Yuri Buenaventura, Kassav, le groupe Sixun, Zouk Machine, Orishas, Beethova Obas, Don Byron, Henri Guédon, Jean-Claude Naimro, Dominik Coco, Ti'Fock,Ralph Thamar, Kékélé, Claude Vamur, Georges Décimus, Dédé Saint-Prix, Patrick Artero Big Band. Ou dans un genre moins attendu avec Florent Pagny, Philippe Lavil ou Bob Sinclar. À ce jour, il a enregistré près d’une centaine d’albums (voir sa discographie sélective).
En 1996, le producteur de disques Ibrahima Sylla, détenteur d'un important catalogue de musique africaine en France fait appel à lui pour donner corps sur scène à son groupe fétiche, Africando. Derrière cette appellation, une marque déposée et un concept pour lequel il fait chanter des voix représentatives de toute l'Afrique de l'Ouest, sur des rythmiques enregistrées à New York par une équipe portoricaine.
Engagé comme chef d'orchestre aux congas, Miguel assume avec son équipe l'entière responsabilité du son en concert, dès un premier concert en décembre 1996 au Parc Expo de la Porte de Versailles à Paris. Il sera suivi par beaucoup d'autres en Europe, toute l'Afrique, dans tous les grands festivals et même aux États-Unis où Africando est le seul groupe  africain jouant la musique Afro-cubaine à percer Outre-Atlantique[réf. nécessaire].
Le succès de cette équipe française derrière des étoiles africaines ne se dément pas. En 2001, Miguel obtient de Sylla d'enregistrer un double album en public ainsi qu'un DVD lors du concert à Paris au Zénith, en 2001. Dès lors, Sylla qui avait déjà fait appel à Miguel pour la réalisation et les arrangements de trois titres de l'album solo Agbadja (1999) du chanteur Gnonnas Pedro, continue de lui donner entière carte blanche sur scène et l'occasion d'un long succès au hit-parade, grâce à une version arrangée d'un tube du chanteur Franco de l’OK Jazz : "Mario"(album Ketukuba, 2006). 
En 2013, Miguel Gomez partage son temps entre l'enseignement et continue de se produire  avec sa propre formation, le Miguel Gomez Orquesta.

## Discographie sélective
Avec Africando :
- Ketukuba, 2008
- Martina, 2003
- Live!, 2001

Avec Cesária Évora :
- Voz d’Amor, 2003 (Grammy Award en 2003 du meilleur album en world music)
- Sao Vincente Di Longe, 2001

Avec Mario Canonge :
- Rhizomes, 2004
- Arômes Caraïbes,1995
- Trait d’union, 1993
- La Manigua - Mambo, 1986

Avec les musiciens de Kassav :
- Claude Vamur - Koloka, 2010
- Claude Vamur - Héritage pou, 1994
- Edith Lefel - Mèci, 1992
- Jean-Claude Naimro - Digital Dread, 1996
- Georges Décimus - Excursions, 2000

Avec d’autres artistes :
- Alfredo "Cutufla" Y su Charanga Nueva - Baila Mi Charangua, 2011.
- Papa Wemba - Notre Père , 2010
- Tony Chasseur et le Mizikopayi Big Band - De Racines et d'Influences,2008.Siempre Canta, 2010
- Alfredo Rodriguez - Oyé Afra, 2008
- Florent Pagny - Florent Pagny chante Brel, 2007
- Soha - D'ici et d'ailleurs, 2005
- Ralph Thamar - La Marseillaise noire, 1998. Alma y Corazon, 2007
- Fanfant - Intimes, 2005
- Anis - La Chance, 2005
- Orishas - Emigrante, 2002
- Salomé de Bahia - Cabaret, 2002.Taj Mahal, 2004
- Kekele - Rumba Congo, 2001. Congo life, 2003.
- Gnonnas Pedro - Agbadja, 1998
- Pierre Vassiliu - Parler aux Anges, 1997
- Philippe Lavil - Ailleurs, c’est toujours l’idéal, 1997
- Beethova Obas - Pa Presé, 1996
- Louis Cesar Ewandé - Percussion Ensemble, 1987
- Ti'Fock - Donn Douler, 1991
- Azuquita y su Melao - Salsa International 83, 1983

## Filmographie
- 'Africando: DVD Live au Zénith. 2001